# Franz Suchomel
Franz Josef Suchomel  (* 3. Dezember 1907 in Krumau, Österreich-Ungarn; † 18. Dezember 1979 in Altötting) war ein deutsch-österreichischer SS-Unterscharführer und an der Aktion T4 sowie der Aktion Reinhardt im Vernichtungslager Treblinka beteiligt. Suchomel wurde für seine im Vernichtungslager Treblinka begangenen Verbrechen vom Landgericht Düsseldorf am 3. September 1965 in den Treblinka-Prozessen zu sechs Jahren Zuchthaus verurteilt.

## Leben
Suchomel erlernte nach seiner Schulzeit das Schneiderhandwerk und arbeitete danach im Schneiderbetrieb seines Vaters. Das elterliche Geschäft übernahm er 1936. Ende der 1920er-Jahre und nochmals kurzzeitig im Herbst 1938 gehörte er der tschechischen Armee an. Suchomel, praktizierender Katholik, wurde 1938 Mitglied der SdP (Sudetendeutschen Partei). Nach der Eingliederung des Sudetenlandes in das Deutsche Reich infolge des Münchener Abkommens wurde er Mitglied im NSKK. Im Zweiten Weltkrieg nahm er als Angehöriger der Wehrmacht am Westfeldzug teil. Anschließend war er wieder in seinem Schneiderbetrieb tätig.
Ab März 1941 war er als Fotograf in der T4-Zentrale in Berlin und der NS-Tötungsanstalt Hadamar tätig, wo er die Euthanasieopfer vor ihrer Tötung fotografierte.
Im August 1942 wurde er in das Vernichtungslager Treblinka versetzt, wo er als SS-Unterscharführer bis Oktober 1943 tätig war. Dort war er für Abfertigung der ankommenden Transporte sowie die Konfiszierung und Erfassung der Wertsachen der jüdischen Opfer verantwortlich. Suchomel soll einen Juden erfolgreich vor der Vergasung bewahrt haben.
Er trieb jüdische Frauen auf dem Weg in die Gaskammern mit folgendem Satz an:
„Weiberchen, schnell, schnell, schnell, das Wasser wird kalt.“
Danach war er im Oktober 1943 noch kurzzeitig im Vernichtungslager Sobibor eingesetzt. Nach Beendigung der 'Aktion Reinhardt' wurde Suchomel im November 1943, wie auch der Großteil des Personals der 'Aktion Reinhardt', zur Operationszone Adriatisches Küstenland nach Triest versetzt. Hier war er Angehöriger der 'Sonderabteilung Einsatz R', die der Judenvernichtung, der Konfiszierung jüdischen Vermögens und der Partisanenbekämpfung diente. Im Zuge des nahenden Kriegsendes zogen sich Ende April 1945 die Einheiten der 'Sonderabteilung Einsatz R' aus Norditalien zurück; Suchomel geriet in amerikanische Kriegsgefangenschaft. Im August 1945 wurde er aus der Kriegsgefangenschaft entlassen.
Ab 1949 war Suchomel als Schneidermeister in Altötting beschäftigt und Mitglied in fünf Laienorchestern sowie im katholischen Kirchenchor.
In einem heimlich für den Dokumentarfilm Shoah des Regisseurs Claude Lanzmann im Hotel Post in Braunau am Inn gedrehten Interview gibt Suchomel Auskunft über die verbrecherischen Vorgänge in Treblinka. Während des Interviews stimmte er auch das Treblinka-Lied an, das neue Angehörige der sogenannten Arbeitsjuden umgehend lernen mussten: 
„Wir kennen nur das Wort des Kommandanten
und nur Gehorsamkeit und Pflicht
Wir wollen weiter, weiter leisten
bis daß das kleine Glück uns einmal winkt. Hurrah.“
Ferner bezeichnete er Treblinka in diesem Gespräch als „ein zwar primitives, aber gut funktionierendes Fließband des Todes.“

## Urteil in den Treblinka-Prozessen
Im Rahmen der Ermittlungen wegen der Verbrechen im Vernichtungslager Treblinka geriet Suchomel ins Visier der Ermittlungsbehörden und wurde am 11. Juli 1963 in Haft genommen. Der Treblinka-Prozess gegen zehn Angeklagte fand vom 12. Oktober 1964 bis zum 3. September 1965 vor dem Landgericht Düsseldorf statt. Der Verfahrensgegenstand umfasste die Vergasung von mindestens 700.000 überwiegend jüdischen Menschen sowie die tödliche Misshandlung, Erschießung, Erschlagung sowie Erhängung einzelner Häftlinge und zudem die Zerfleischung durch Barry, den Diensthund des Lagerkommandanten Kurt Franz. Suchomel wurde wegen Beihilfe zum gemeinschaftlichen Mord beziehungsweise Beihilfe zum Mord zu sechs Jahren Zuchthaus verurteilt. Suchomel wurde am 20. Dezember 1967 aus der Haft entlassen und verstarb am 18. Dezember 1979.